# Джейсон Фукс
Джейсон Фукс (англ. Jason Fuchs; нар. 5 березня 1986, Нью-Йорк, США) — американський актор і сценарист, який відомий роллю Карло в фільмі «Ла-Ла Ленд» та сценаріями до «Льодовиковий період 4: Континентальний дрейф», «Пен: Подорож до Небувалії», «Диво-жінка».

## Біографія
Джейсон Фукс народився в Нью-Йорку, США в єврейській родині. Його батько сповідував хасидизм. Джейсон отримав диплом бакалавра в галузі кінематографії Колумбійського університету в 2009 році.

## Кар'єра
Фукс першу роль отримав у дитинстві. У 1996 він зіграв Марвіна в сімейному пригодницькому фільмі «Фліппер», в якому також знімався Елайджа Вуд. У 1998 юний актор зіграв у комедійних стрічках «Луїс і Френк» і «Мафія!». У 2003 він знімався разом з Адамом Голдбергом у фільмі «Убивчий молот». Крім того у нього були гостьові ролі в серіалах «Шоу Косбі», «Клан Сопрано», «Закон і порядок: Кримінальні наміри», «Закон і порядок: Спеціальний корпус». У 2004 Джейсон з'явився в драмі «Зимове сонцестояння».
У 1996 в Каннах відбулась прем'єра короткометражної стрічки «Пітч», у якому Фукс був актором, продюсером та сценаристом. Джейсон продовжив зніматися, озвучувати комп'ютерні ігри, а також писати сценарії. Так у 2012 у співпраці Фукс пише сценарій до музичного фільму «Лахміття», взявши за основу історію Попелюшки.
Фукс працював над сценарієм до мультфільму «Льодовиковий період 4: Континентальний дрейф». Сімейний фентезійний фільм «Пен: Подорож до Небувалії», знятий Джо Райтом за сценарієм Джейсона провалився в прокаті. У 2015 стало відомо, що актор отримав невелику роль Карло в романтичній комедійній драмі «Ла-Ла Ленд». У співпраці Фукс створив сценарій до супергеройського фільму «Диво-жінка».

## Фільмографія

### Сценарист, продюсер
| Рік  | Назва (укр.)                                 | Назва (англ.)              | Сценарист | Продюсер   | Примітки               |
| ---- | -------------------------------------------- | -------------------------- | --------- | ---------- | ---------------------- |
| 2006 | Пітч                                         | Pitch                      | Так       | Так        | короткометражний фільм |
| 2012 | Лахміття                                     | Rags                       | Так       | Ні         | телефільм              |
| 2012 | Льодовиковий період 4: Континентальний дрейф | Ice Age: Continental Drift | Так       | Ні         |                        |
| 2015 | Пен: Подорож до Небувалії                    | Pitch                      | Так       | Ні         |                        |
| 2017 | Диво-жінка                                   | Wonder Woman               | Так       | Ні         |                        |
| 2018 | Я все ще бачу тебе                           | I Still See You            | Так       | виконавчий |                        |
| 2024 | Арґайл                                       | Argylle                    | Так       | Так        |                        |

### Актор
| Рік  |    | Українська назва                    | Оригінальна назва                 | Роль                                            |
| ---- | -- | ----------------------------------- | --------------------------------- | ----------------------------------------------- |
| 1996 | ф  | Фліппер                             | Flipper                           | Марвін                                          |
| 1998 | с  | Шоу Косбі                           | Cosby                             | Девід (Епізод: "A Team of His Own")             |
| 1998 | ф  | Луїс і Френк                        | Louis & Frank                     | Луїс молодший                                   |
| 1998 | ф  | Мафія!                              | Jane Austen's Mafia!              | Вінченцо Кортіно у юності                       |
| 2000 | с  | Клан Сопрано                        | The Sopranos                      | Сонтаг (Епізод: "Commendatori")                 |
| 2000 | с  | Ритм                                | The Beat                          | Джошуа Мейрвіц (Епізод: "Can I Get a Witness?") |
| 2002 | с  | Закон і порядок: Злочинні наміри    | Law & Order: Criminal Intent      | Рікі Фельдман (Епізод: "Crazy")                 |
| 2002 | с  | Закон і порядок: Спеціальний корпус | Law & Order: Special Victims Unit | Нік Радсен (Епізод: "Popular")                  |
| 2002 | ф  | Будинок привидів                    | Spooky House                      | Юрій                                            |
| 2003 | с  | Ед                                  | Ed                                | Веслі Стаут (Епізод: "Frankie")                 |
| 2003 | ф  | Убивчий молот                       | The Hebrew Hammer                 | підліток                                        |
| 2003 | с  |                                     | Fillmore!                         | Джонні Невада (Епізод: "The Currency of Doubt") |
| 2004 | вг | Red Dead Revolver                   | Red Dead Revolver                 | Біллі Кугар / Джоді / юний Ред Харлоу           |
| 2004 | ф  | Зимове сонцестояння                 | Winter Solstice                   | Боб                                             |
| 2005 | с  | Усі мої діти                        | All My Children                   | Раян (2 епізоди)                                |
| 2005 | вг | Bully                               | Bully                             | Бо                                              |
| 2006 | кф | Пітч                                | Pitch                             | Джейсон                                         |
| 2008 | вг | Grand Theft Auto IV                 | Grand Theft Auto IV               | NPC в місті                                     |
| 2010 | ф  | Святі роллери                       | Holy Rollers                      | Леон Зіммерман                                  |
| 2010 | с  | Гарна дружина                       | The Good Wife                     | Пол Ділан (Епізод: "Cleaning House")            |
| 2011 | с  | Пан Американ                        | Pan Am                            | Стюї (Епізод: "Truth or Dare")                  |
| 2016 | ф  | Ла-Ла Ленд                          | La La Land                        | Карло                                           |
| 2019 | ф  | Воно: Частина друга                 | It: Chapter Two                   | менеджер                                        |
| 2019 | с  | Переродження                        | The Passage                       | Лоуренс Грей (6 епізодів)                       |
| 2024 | ф  | Арґайл                              | Argylle                           | модератор                                       |